# Дэвис, Барри
Барри Дэвис (англ. Barry Alan Davis; род. 17 сентября 1961, Блумфилд, Индиана) — американский борец вольного стиля, победитель Панамериканских игр, призёр Кубка мира и чемпионатов мира, серебряный призёр летних Олимпийских игр 1984 года в Лос-Анджелесе, участник двух Олимпиад.

## Карьера
Выступал в легчайшей весовой категории (до 57 кг). Победитель Панамериканских игр 1983 года в Каракасе (Венесуэла). Бронзовый призёр Кубка мира 1986 года в Толидо (США). Серебряный (1987) и бронзовый (1986) призёр чемпионатов мира.
На летних Олимпийских играх 1984 года в Лос-Анджелесе Дэвис победил китайца Гуана Буниму, новозеландца Грэма Хокинса, южнокорейца Кима Ый Гона, югослава Зорана Сорова и стал победителем своей подгруппы. В финале американец проиграл японцу Хидэаки Томияма и завоевал олимпийское серебро.
На следующей Олимпиаде в Сеуле Дэвис победил югослава Йозефа Швендтнера, но затем проиграл турку Ахмету Аку, венгру Бэла Наги и выбыл из дальнейшей борьбы.